# KFM 뉴스플러스
《KFM 뉴스플러스》는 경기방송에서 매일 아침 8시부터 아침 8시 30분까지 방송했던 라디오 프로그램이다.
2020년 3월 29일 경기방송 폐국과 함께 폐지되었다.

## 앵커
- 경기방송 아나운서

## 같이 보기
- 경기방송

| 경기방송 매일 프로그램 |                          |                          |
| 이전                   | KFM 6시 종합뉴스         | 다음                     |
| 굿모닝 코리아          | KFM 6시 종합뉴스         | KFM 모닝와이드           |
| 아침 6시 ~ 아침 8시    | 아침 8시 ~ 아침 8시 30분 | 아침 8시 30분 ~ 오전 9시 |
|                        |                          |                          |